# ندغ زعتري الأوراق
الندغ زعتري الأوراق (باللاتينية: Satureja thymbrifolia) نوع نباتي عشبي يتبع جنس الندغ من الفصيلة الشفوية.

## الموئل والانتشار
موطنه الأصلي المشرق العربي.